# L'Inattendu (film, 1937)
Pour les articles homonymes, voir L'Inattendu.
Pour plus de détails, voir Fiche technique et Distribution.
L'Inattendu (Kunku) est un film dramatique social indien réalisé par V. Shantaram, sorti en 1937. Il s'agit d'une adaptation du roman Na Patnari Goshta de Narayan Hari Apte.

## Fiche technique
Sauf indication contraire, les informations mentionnées dans cette section peuvent être confirmées par la base de données cinématographiques IMDb,  présente dans la section « Liens externes ».
- Titre : L'Inattendu
- Titre original : Kunku / Duniya Na Mane
- Réalisation : V. Shantaram
- Scénario : Narayan Hari Apte, d'après son roman Na Patnari Goshta
- Dialogues : Munshi Aziz
- Décors : Sheikh Fattelal
- Son : Shankarrao Damle
- Photographie : V. Avadhoot
- Musique : Keshavrao Bhole
- Paroles : Munshi Aziz
- Production : Vishnupant Govind Damle, Sheikh Fattelal
- Sociétés de production : Prabhat Films
- Pays d'origine :  Inde
- Langues : Marathi, hindi
- Format : Noir et blanc - 1,37:1 - Mono - 35 mm
- Genre : Drame
- Durée : 166 minutes (2 h 46)
- Dates de sorties en salles :
  -  Inde : 11 août 1937

## Distribution
- Shanta Apte : Nirmala/Neera
- Keshavrao Date : Kakasaheb
- Raja Nene :  Jugat
- Vimala Vasishta : la tante
- Shakuntala Paranjpye : Sushila